# Sceaux (Yonne)
Sceaux es una localidad y comuna francesa situada en la región de Borgoña-Franco Condado, departamento de Yonne, en el distrito de Avallon y cantón de Guillon.

## Geografía
La comuna comprende tres aldeas principales: Sceaux, Maison-Dieu y Le Vellerot. La más poblada es Maison-Dieu, que es también la sede del ayuntamiento.

## Demografía
| 225 | 241 | 244 | 235 | 485 | 292 | 298 | 303 | 293 | 302 | 303 | 283 | 282 | 270 | 277 | 265 | 246 | 263 | 260 | 248 | 196 | 195 | 180 | 173 | 164 | 154 | 148 | 144 | 143 | 126 | 154 | 136 | 145 |
| Para los censos de 1962 a 1999 la población legal corresponde a la población sin duplicidades (Fuente: INSEE [Consultar]) |     |     |     |     |     |     |     |     |     |     |     |     |     |     |     |     |     |     |     |     |     |     |     |     |     |     |     |     |     |     |     |     |

Gráfica de la evolución de la población de la comuna desde 1793